# Cratere Miriam
Miriam  è un cratere sulla superficie di Venere.